# Betadevario ramachandrani
Betadevario ramachandrani е вид лъчеперка от семейство Шаранови (Cyprinidae).

## Разпространение
Видът е разпространен в Индия (Карнатака).

## Описание
На дължина достигат до 6,1 cm.